# Hyles subiacensis
Hyles subiacensis är en fjärilsart som beskrevs av Franz Dannehl 1929. Hyles subiacensis ingår i släktet Hyles och familjen svärmare. Inga underarter finns listade i Catalogue of Life.